# Pere d’Artés
Pere d'Artés (siglos XIV-XV) fue un cortesano del Reino de Valencia. 

## Biografía
Fue señor de Alfafara, Esta señoría la compró el 9 de diciembre de 1392 al linaje Orís, y la continuaron teniendo sus hijos Francesc y Jaume, y luego el hijo de Jaume, su nieto Gracià, que la vendió al rey de Aragón. Además, dicho señorío tuvo la sierra de Mariola de Alfafara, que perteneció a la Cartuja de Portaceli, por cesión de Pere d'Artés, hasta la exclaustración del ministro Mendizábal (1835).
También fue señor de Banyeres y de Serrella, desde el 12 de enero de 1381. El rey Juan I de Aragón le concedió el título de barón de Onteniente el 1 de febrero de 1387, con las villas de Bocairent y Biar. Anulada dicha baronía por el Brazo Real en las Cortes Valencianas de 1418, continuó con sus herederos: 60.000 sueldos en compensación a cambio del usufructo de la baronía y 14.000 sueldos por mejoras en el castillo de Bocairent y en el lugar de Alfafara.
Ocupó diversos cargos de confianza en la corte del rey Juan I de Aragón, llamado el Cazador: ujier de armas, consejero, camarlengo y maestre racional entre otros. También hizo de embajador suyo en el asunto de su boda con Violante de Bar, en la ciudad de París. También fue cortesano de Martín el Humano, que lo nombró su albacea (1407).
Mecenas de las letras, Francesc Eiximenis le dedicó el Llibre dels àngels (Libro de los Ángeles) (1392); Eiximenis también redactó en catalán y no en latín, a petición suya, la Vida de Jesucrist (Vida de Jesucristo) (1403?) y se la dedicó a él también, como indica el prólogo de la obra. Antoni Canals, por su parte, le dedicó la traducción catalana de las Exposicions del Pater Noster, Ave Maria i Salve (Exposiciones del Padre Nuestro, Ave María y Salve) (1406).
Se encargó de las obras que se llevaron a cabo en el Palacio del Real de Valencia. En este sitio se le reservó la Cámara de los Ángeles. Fue enterrado en la capilla de los Artés, fundada por él mismo, en el monasterio cartujo de Portaceli, donde se retiró y benefició con rentas de casas de Valencia, utensilios de plata, etc.